# Marco Koller (Fußballspieler)
Marco Koller (* 1. November 1991) ist ein österreichischer Fußballspieler.

## Karriere
Koller begann seine Karriere beim SV St. Jakob/Rosental. Zur Saison 2002/03 wechselte er zum BSV Bad Bleiberg. Von 2003 bis 2005 wird sein Verein beim ÖFB nicht geführt. Im April 2005 wechselte er zum Annabichler SV. Zur Saison 2005/06 kam er in die AKA Kärnten.
Im März 2009 spielte er erstmals für die Amateure seines Stammklubs SK Austria Kärnten in der Kärntner Liga. Im April 2010 wechselte er in die siebte und somit niedrigste Spielklasse zum SV St. Jakob/Rosental, bei dem er einst seine Karriere begonnen hatte. In der 2. Klasse kam er zu neun Einsätzen, in denen er elf Tore erzielte.
Zur Saison 2010/11 schloss er sich dem Regionalligisten SAK Klagenfurt an. Sein erstes Spiel in der Regionalliga machte er im August 2010 gegen den SK Sturm Graz II. In der Saison 2010/11 kam er zu 18 Regionalligaeinsätzen für den SAK, zudem wurde er als Kooperationsspieler 10 Mal für den SV Ludmannsdorf in der fünftklassigen Unterliga eingesetzt. Nach weiteren 15 Einsätzen für den SAK in der Saison 2011/12 wechselte er in der Winterpause zum Zweitligisten LASK. Sein Debüt in der zweiten Liga gab er im Mai 2012, als er am 34. Spieltag jener Saison gegen den SC Austria Lustenau in der 74. Minute für Attila Varga eingewechselt wurde. Bis Saisonende kam er zu drei Einsätzen in der zweithöchsten Spielklasse, aus der der LASK zu Saisonende allerdings zwangsweise absteigen musste.
Trotz des Abstiegs in die Regionalliga blieb Koller den Linzern erhalten. In der Saison 2012/13 spielte er sieben Mal für den LASK in der Regionalliga. Zur Saison 2013/14 kehrte er erneut nach St. Jakob/Rosental zurück, das inzwischen in die sechstklassige 1. Klasse aufgestiegen war. In der Saison 2013/14 wurde er mit St. Jakob auf Anhieb Meister der Gruppe B und steuerte zum Titel 22 Tore in 25 Einsätzen bei. In der Unterliga verbrachte er mit dem Verein drei Spielzeiten, ehe man 2017 als Meister der Gruppe West in die Kärntner Liga aufstieg. In drei Fünftliga-Saisonen kam Koller zu 83 Einsätzen und erzielte 52 Tore.